# Championnat de France de hockey sur glace 1973-1974
Saison précédente Saison suivante
La saison 1973-1974 est la 53e saison du championnat de France de hockey sur glace. Elle porte pour la première fois le nom de Série A. 

## Bilan
2e titre pour le Sporting Hockey Club Saint Gervais.